# 우산버섯

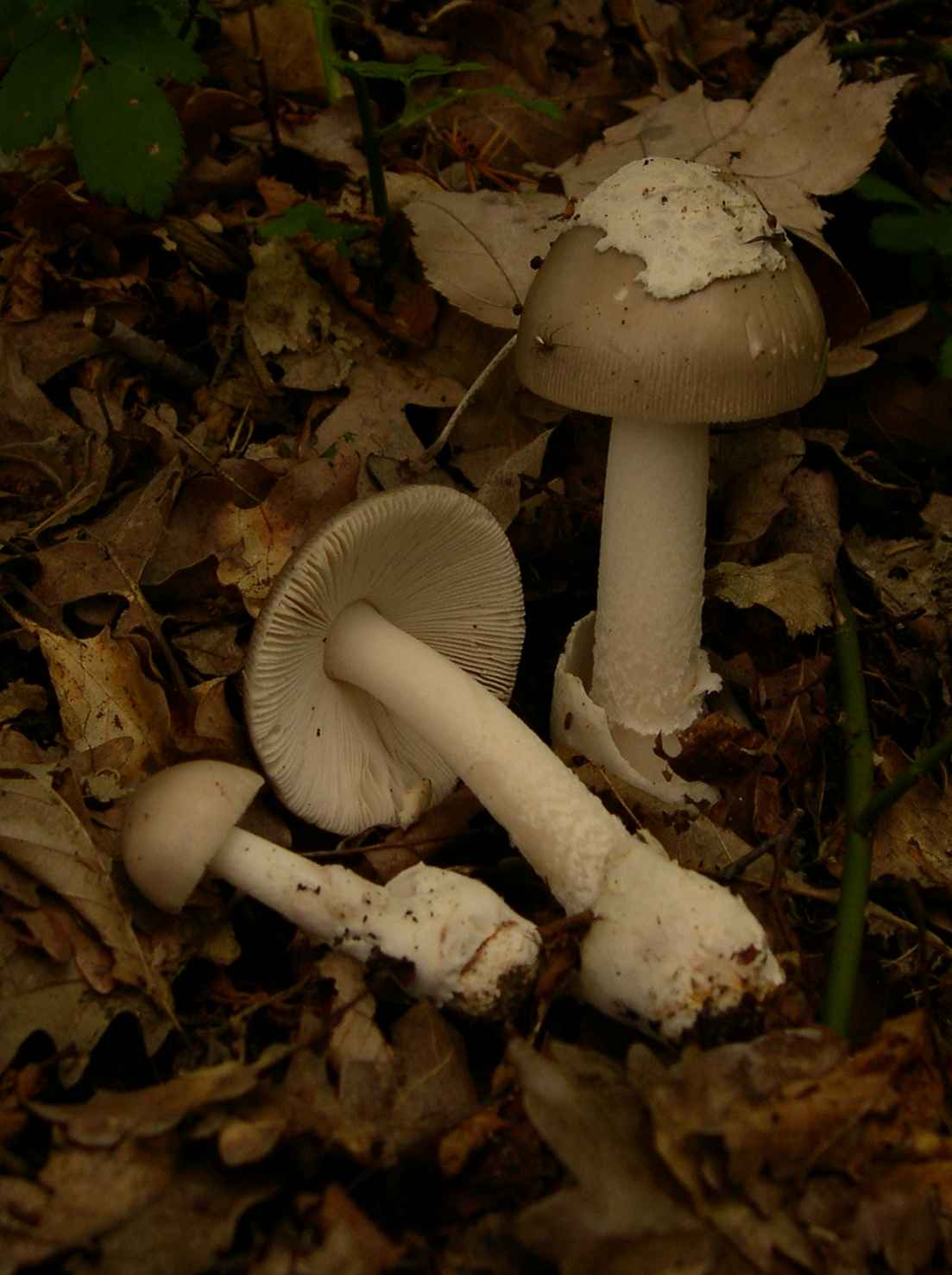

우산버섯은 식용이며 주름버섯목 광대버섯과이다. 학명은 Amanita vaginata이다.

## 특징
자실체는 초기에는 백색의 작은 달걀모양이나 성장하면서 정단부의 외피막이 파열되어 갓과 대가 나타난다. 갓은 크기가 30-90mm이며, 초기에는 반구형이나 성장 후에는 중앙 블록편평형-편평형으로 된다. 표면은 습할 때 다소 점성이 있으면 평활하고, 갈색, 회갈색, 황갈색 등의 다양한 색이며, 주변부위는 옅은 색을 띠며 방사상의 선명한 흠선이 있다. 조직은 비교적 얇고 부드러우며, 육질형이고 백색이나 표피층은 회갈색이다. 맛과 향기는 부드럽다. 주름살은 대에 떨어진 주름살이고 성글며, 주름살끝은 다소 분질상이다. 대는 크기가 53-180*15-20mm로 원통형이며 위쪽이 다소 가늘다. 표면은 백색 또는 회백색을 띠며, 평활하거나 다소 분질상이다. 기부에는 아래쪽은 대에 부착되어 있고 위쪽에는 떨어진 백색 대주머니가 있다. 턱받이는 없고 초기에는 대의 속은 차 있으나 성장하면 비어 있다.

## 발생시기
여름-가을에 활엽수와 침엽수림 내 지상에 단생 혹은 산생하며 외생균근형성균이다.

## 분포
한국, 동아시아, 중국, 유럽 , 북미, 호주 등에 분포한다.